# Henk van Twillert
Henk van Twillert (Spakenburg, 1959) é um saxofonista barítono holandês. Twillert começou a tocar saxofone aos quatorze anos. Após o secundário, estudou no Conservatório de Amesterdão com o professor Ed Boogaard. Em 1979, fundou, juntamente com três colegas, Amsterdam Saxophone Quartet, um grupo que ainda existe, tendo dado concertos em todo o mundo e editado inúmeros trabalhos discográficos.
Henk Van Twillert trabalha como professor de saxofone no Conservatório de Amesterdão. Dá aulas também no Porto na ESMAE, desde 1989. Trabalha com o pianista Tjako van Schie, desde 1986, tanto como professor como em espectáculos.

## Discografia
- Johann Sebastian Bach - Suites por Cello Solo BWV 1007-1012
- Fado Saudades - Henk van Twillert & the Amsterdam Soloist Quintet
- On Classical Tour with the Baritone Sax - Henk van Twillert & pianista Gian Maria Bonino Tango spelen muziek van Schumann en Debussy
- Tango - Henk van Twillert & Sonja van Beek & the Salzburg Chamber Soloists Quintet
- Homage to Heitor Villa-Lobos - Henk van Twillert & the Amsterdam Soloist Quintet
- Duke Ellington 'revisited' - Henk van Twillert & the Amsterdam Saxophone Quartet & Han Bennink
- Confesso - Henk van Twillert & Inese Galante
- Fado Saudades - Henk van Twillert & Carlos do Carmo
- Encontros - The Amsterdam Saxophone Quartet & Fernando Valente
- The Amsterdam Saxophone Quartet - Frank Zappa Suite, Duke Ellington Suite, Portorican Suite, Süd *American Suite
- West Side Story - The Amsterdam Saxophone Quartet & Jaap van Zweden
- Rhapsody in Blue, George Gershwin - The Amsterdam Saxophone Quartet & Daniël Wayenberg
- The Amsterdam Saxophone Quartet 2 - Meijering, Dikker, Heppener, Du Bois, Van Dijk, Ketting
- The Amsterdam Saxophone Quartet 3 - Pierre Vellones, Alexandre Glazounow, Alfred Desenclos
- Great Americans - con violinista Emmy Verhey 2005
- Porgy & Bess - con Inese Galante 2007
- A Bag of Music - 3 cd album: CD 1: Vocalise, CD 2: Petite Fleur, CD 3: Wonderful World, 2011